# Robert Fuchs (kompozytor)
Robert Fuchs (ur. 15 lutego 1847 we Frauental an der Laßnitz, zm. 19 lutego 1927 w Wiedniu) – austriacki kompozytor i pedagog.

## Życiorys
Brat Johanna Nepomuka. Ukończył Konserwatorium Wiedeńskie, gdzie jego nauczycielem kompozycji był Felix Otto Dessoff. W latach 1875–1912 wykładał w konserwatorium harmonię, teorię i kontrapunkt. Od 1875 roku dyrygował koncertami Gesellschaft der Musikfreunde. Od 1894 do 1905 roku był organistą dworu cesarskiego. Do jego uczniów należeli m.in. Gustav Mahler, Hugo Wolf, Franz Schreker, Jean Sibelius, Alexander von Zemlinsky i Franz Schmidt.

## Twórczość
Twórczość Fuchsa należy do okresu późnoromantycznego. Jego opery i utwory symfoniczne spotkały się z uznaniem współczesnych, jednak nie utrzymały się w repertuarze. Ceniony był przez Johannesa Brahmsa. Jego stylowi brak jednak konsekwencji i nie wywarł wpływu na twórczość żadnego ze swoich słynnych uczniów.

## Wybrane kompozycje
(na podstawie materiałów źródłowych)

### Utwory orkiestrowe
- 5 symfonii (h-moll 1867, g-moll 1872, I C-dur 1885, II Es-dur 1887, III E-dur 1906)
- uwertura Des Meeres und der Liebe Wellen do dramatu Franza Grillparzera (1898)
- Andante grazioso und Capriccio na orkiestrę smyczkową
- 5 serenad (I D-dur na orkiestrę smyczkową 1874, II C-dur na orkiestrę smyczkową 1876, III e-moll na orkiestrę smyczkową 1878, IV g-moll na orkiestrę smyczkową, V D-dur na małą orkiestrę)
- Koncert fortepianowy b-moll

### Utwory kameralne
- Kwintet Es-dur na klarnet lub altówkę i kwartet smyczkowy (1917)
- 4 kwartety smyczkowe (I E-dur 1897, II a-moll 1899, III C-dur 1903, IV A-dur 1924)
- 2 kwartety fortepianowe (g-moll 1876, h-moll 1905)
- 3 tria fortepianowe (C-dur 1879, B-dur 1903, fis-moll ze skrzypcami i altówką 1926)
- Trio smyczkowe A-dur (1912)
- 3 terzetta na 3 skrzypiec i altówkę (E-dur i D-dur 1898, cis-moll 1923)
- 6 sonat na fortepian i skrzypce (I Fis-dur 1878, II D-dur 1883, III d-moll 1902, IV E-dur 1905, V A-dur 1913, VI g-moll)
- Sonata d-moll na fortepian i altówkę (1909)
- 2 sonaty na fortepian i wiolonczelę (d-moll 1881, II es-moll 1908)
- Sonata g-moll na fortepian i kontrabas (1913)

### Utwory fortepianowe
- sonaty (I Ges-dur, II g-moll, III Des-dur)
- miniatury, etiudy, wariacje, fugi, walce, lendlery

### Utwory wokalno-instrumentalne
- 3 msze (I F-dur 1897, II G-dur na głosy solowe, orkiestrę smyczkową i organy, III d-moll)
- Legende na baryton, chór i orkiestrę, słowa Max Kalbeck (1914)

### Opery
- Die Königsbraut (wyst. Wiedeń 1889)
- Die Teufelsglocke (wyst. Lipsk 1893)